# Лазарус III фон Андлау
Лазарус III фон Андлау (на немски: Lazarus III von Andlau, Herr zu Butenheim; † между 31 октомври 1581 и 10 май 1583) е благородник от род Андлау от Долен Елзас/Гранд Ест, господар на Бутенхайм между Бамберг и Нюрнберг в Бавария.
Той е син на Ханс III фон Андлау († 12 март 1520) и съпругата му Маргарета фон Пфирт. Внук е на Лазарус I фон Андлау, годсподар на Витенхайм, губернатор в Австрия († 1494/1495) и съпругата му Юдит фон Рамщайн († 1495), дъщеря на Хайнрих фон Рамщайн, губернатор на Раполтщайн († 1471) и Агнес фон Ефринген († сл. 1469). Правнук е на Валтер II фон Андлау, господар на Бутенхайм († 1433) и Маргарета фом Хуз-Витенхайм († 1424).
Брат е на Ханс IV фон Андлау († 1552/1555), регент в Долен Елзас.

## Фамилия
Лазарус III фон Андлау се жени на 7 декември 1535 г. за Урсула Бьоклин фон Бьоклинзау, дъщеря на Филип Бьоклин фон Бьоклинзау († пр. 1547) и Симбургия Пфау фон Рюпур († сл. 1544). Те имат един син:
- Лудвиг VIII 'Стари' фон Андлау, господар на Бутенхайм и Хомбург († 7 септември 1604/20 януари 1607), женен за Салома фон Кипенхайм, дъщеря на Отмар Дитрих фон Кипенхайм и Барбара Бьоклин фон Бьоклинзау